# Stormen Ingunn
Stormen Ingunn drog in över Norge och Sverige ungefär den 1 februari 2024. I Lapplandsfjällen uppmättes vindar på 51,8 meter per sekund. Den beskrivs i Norge som den värsta stormen på 30 år. Enligt SVT tog stormen slut den 2 februari 2024.